# Rabbit Hole
 Rabbit Hole és una pel·lícula estatunidenca de 2010 produïda per Nicole Kidman i dirigida per John Cameron Mitchell, amb Nicole Kidman i Aaron Eckhart. Es tracta de l'adaptació de l'obra de David Lindsay-Abaire, que havia rebut el Premi Pulitzer en la categoria teatre el 2007.

## Argument
Com a conseqüència de la mort del seu fill en un accident de la carretera, Howie i Becca intenten superar el seu dolor i fer el seu dol. Howie tempta noves experiències mentre Becca prefereix tallar els ponts amb una família massa invasora. Contra tot pronòstic, s'acosta al jove responsable de la mort del seu fill. Aquesta relació estranya permetrà a Becca restar finalment en pau amb ella mateixa.

## Repartiment
- Nicole Kidman: Becca Corbett
- Aaron Eckhart: Howie Corbett, el marit de Becca
- Dianne Wiest: Nat, la mare de Becca
- Miles Teller: Jason, el jove conductor
- Tammy Blanchard: Izzy, la germana de Becca
- Sandra Oh: Gaby, la veterana de la terapia de grup
- Giancarlo Esposito: Auggie, el company d'Izzy, músic
- Jon Tenney: Rick, col·lega i amic de Howie

## Producció
El projecte va ser filmat a Douglaston, barri de Queens, Nova York. La producció va ser de $ 4.2 milions de dòlars.
En un principi estava previst que Owen Pallet compongués la banda sonora, però després va ser anunciat Abel Korzeniowski. En última instància la composició va ser per Anton Sanko

## Premis i nominacions
Nominacions
- 2011. Oscar a la millor actriu per Nicole Kidman
- 2011. Globus d'Or a la millor actriu dramàtica per Nicole Kidman